# Норт Маскигон (Мичиген)
Норт Маскигон (енгл. North Muskegon) град је у америчкој савезној држави Мичиген. По попису становништва из 2010. у њему је живело 3.786 становника.

## Демографија
Према попису становништва из 2010. у граду је живело 3.786 становника, што је 245 (6,1%) становника мање него 2000. године.
| Група             | 2000.         | 2010.         |
| Белци             | 3.887 (96,4%) | 3.512 (92,8%) |
| Афроамериканци    | 41 (1,0%)     | 79 (2,1%)     |
| Азијати           | 15 (0,4%)     | 27 (0,7%)     |
| Хиспаноамериканци | 53 (1,3%)     | 90 (2,4%)     |
| Укупно            | 4.031         | 3.786         |